# Arrondissement Tielt
Arrondissement Tielt je jeden z osmi arrondissementů (okresů) v provincii Západní Flandry v Belgii.
Obce Meulebeke, Oostrozebeke, Wielsbeke a Dentergem náleží k soudnímu okresu Kortrijk a zbylých pět obcí patří k soudnímu okresu Bruggy.

## Historie
Arrondissement Tielt byl vytvořen roku 1818 a původně zahrnoval kantony Ruiselede a Tielt, které byly odstoupeny od arrondissementu Bruggy, a kanton Meulebeke, který byl odstoupen od arrondissementu Kortrijk. V roce 1823 přestaly existovat arrondissementy Torhout a Wakken, a tak mnoho obcí, které byly dříve součástí arrondissementu Torhout a kanton Oostrozebeke, bylo přidáno k arrondissementu Tielt.
V roce 1977 byla obec Ardooie připojena k arrondissementu Tielt. Dříve byla součástí arrondissement Roeselare.

## Obyvatelstvo
Počet obyvatel k 1. lednu 2017 činil 92 355 obyvatel. Rozloha okresu činí 326,79 km².

## Obce
Okres Tielt sestává z těchto obcí:
- Ardooie
- Dentergem
- Meulebeke
- Oostrozebeke
- Pittem
- Ruiselede
- Tielt
- Wielsbeke
- Wingene